# Eugeniusz Ralski
Eugeniusz Ralski (ur. 6 listopada 1910 w Osieczanach, zm. 24 maja 1981 tamże) – polski fitopatolog, zoolog. Działacz Delegatury Rządu na Kraj, NIE, DSZ i Zrzeszenia WiN, skazany na karę śmierci zamienioną na wieloletnie więzienie. Profesor zwyczajny Wyższej Szkoły Rolniczej we Wrocławiu.

## Życiorys

### Młodość
Syn Teodora i Katarzyny z domu Batko. W 1929 uzyskał świadectwo dojrzałości w gimnazjum w Myślenicach i rozpoczął studia na Wydziale Rolniczym Uniwersytetu Jagiellońskiego. Od 1933 był asystentem na Wydziale Botaniki, rok później uzyskał tam tytuł doktora nauk rolniczych. W 1935 wyjechał Dublan, gdzie został starszym asystentem prof. Kazimierza Adama Miczyńskiego w Katedrze Hodowli Roślin i Genetyki w Wydziale Rolno-Lasowym Politechniki Lwowskiej. W 1937 powrócił do Krakowa, gdzie powierzono mu etat starszego asystenta w Katedrze Botaniki Uniwersytetu i zajmował go do wybuchu II wojny światowej. Równocześnie od 1 stycznia 1937 kierował katowicką Stacją Ochrony Roślin.

### II wojna światowa
We wrześniu 1939 nadzorował ewakuację Śląskiej Izby Rolniczej, a następnie przedostał się do Lwowa. Ponownie przekroczył granicę na Sanie w styczniu 1940 i znalazł się w Krakowie, gdzie podjął pracę w tamtejszej Izbie Rolniczej. Należał do grona organizatorów konspiracyjnego Wydziału Rolniczego, równocześnie był aktywnie zaangażowany w działalność niepodległościową, używał pseudonimów Korsak i Biały. W 1941 został zaprzysiężony do Związku Walki Zbrojnej, należał do Wydziału Wojskowego „Teczka”, gdzie kierował Oddziałem Rolnym. Po scaleniu we wrześniu 1943 z Delegaturą Rządu na Kraj powierzono mu funkcję kierowniczą Wydziału Rolnego Okręgowej Delegatury Rządu w Krakowie. W 1944 został aresztowany i uwięziony w obozie koncentracyjnym w Krakowie-Płaszowie, gdzie przebywał do wkroczenia Armii Czerwonej.

### Działalność niepodległościowa
Następnie został członkiem dowództwa Brygad Wywiadowczych, których zadaniem było tworzenie sieci wywiadowczo-propagandowych na terenie tzw. Obszaru Południowego w ramach NIE, DSZ i WiN. Od lutego 1945 pracował na stanowisku adiunkta w Katedrze Uprawy Roślin Uniwersytetu Jagiellońskiego, we wrześniu tego samego roku przedstawił rozprawę Wrażliwość pszenic na rdzę brunatną Puccinia triticina Eriksson i na jej podstawie uzyskał stopień doktora habilitowanego oraz stanowisko kierownika Katedry w której pracował. Równocześnie otrzymał polecenie od Edwarda Bzymka-Strzałkowskiego zorganizowanie wywiadu gospodarczego i nadzór nad Biurem Studiów. W maju 1945 został referentem wywiadu gospodarczego DSZ, a od stycznia 1946 był zastępcą kierownika sieci wywiadowczej WiN noszącej kryptonim „Izba Kontroli”, następnie został szefem wywiadu Obszaru Południowego WiN. W lipcu 1946 Delegat Rządu powołał Eugeniusza Ralskiego na stanowisko kierownika Katedry Fitopatologii i Ochrony Roślin połączonych Uniwersytetu i Politechniki Wrocławskiej, jednocześnie powierzono mu zadanie zorganizowania tej katedry, otrzymał też tytuł profesora nadzwyczajnego. Po kilku miesiącach 24 sierpnia 1946 został aresztowany przez Urząd Bezpieczeństwa pod zarzutem nieujawnienia przynależności do Armii Krajowej i organizacji WiN. Po sfingowanym procesie krakowskim członków II Zarządu Głównego WiN został w dniu 10 września 1947 skazany na karę śmierci, wyrok uprawomocnił się 18 września 1947 (oskarżony był także jego brat Stefan, a przewodniczącym składu sędziowskiego był Romuald Klimowiecki). W tym czasie profesorowie Aleksander Tychowski, Bolesław Świętochowski i Stanisław Bac wystosowali apel do prezydenta Bolesława Bieruta o uwolnienie Eugeniusza Ralskiego, ale pozostał on bez odpowiedzi. Dekretem z dnia 6 listopada 1947 prezydent Bolesław Bierut w drodze aktu łaski zamienił wyrok śmierci na karę dożywotniego więzienia. Początkowo wyrok odbywał w zakładzie karnym w Krakowie przy ul. Montelupich, a następnie 9 stycznia 1948 został przewieziony do Centralnego Zakładu Karnego we Wronkach. Od 23 lutego 1948 do 22 lutego 1952 przebywał w więzieniu mokotowskim, a następnie ponownie we Wronkach. Po licznych apelacjach i amnestiach Wojskowy Sąd Garnizonowy 17 maja 1956 zmienił karę na 12 lat więzienia i 5 lat utraty praw publicznych, a także ze względu na stan zdrowia udzielił Eugeniuszowi Ralskiemu rocznego urlopu zdrowotnego.

### Okres wrocławski
Na wolność wyszedł 18 maja 1956, podczas pobytu w więzieniu dokonał pięciu przekładów i napisał siedem podręczników. Decyzją Rady Państwa z 31 grudnia 1956 pozostałą część kary zawieszono mu początkowo na dwa lata, a następnie anulowano. Odzyskawszy prawa publiczne powrócił do pracy naukowej, w międzyczasie powstała Wyższa Szkoła Rolnicza, gdzie Eugeniusz Ralski otrzymał zadanie organizacji Katedry Ekologii Roślin na Wydziale Melioracji Wodnych, a następnie powierzono mu funkcję kierowniczą, którą pełnił do 1963. W 1959 przebywał przez trzy miesiące na stażu naukowym w Stanach Zjednoczonych, jego pobyt zaowocował nawiązaniem stałej współpracy naukowej z Departamentem Rolnictwa USA, za który otrzymał Certyfikat Uznania. W 1974 uzyskał tytuł profesora zwyczajnego, sześć lat później przeszedł na emeryturę.
Został pochowany na Cmentarzu Podgórskim. 29 listopada 2019 na Uniwersytecie Rolniczym im. Hugona Kołłątaja w Krakowie odsłonięto tablicę upamiętniającą Eugeniusza Ralskiego oraz jego brata Edwarda Ralskiego (1901-1940), naukowca i oficera Wojska Polskiego, zamordowanego w ramach zbrodni katyńskiej.

## Ordery i odznaczenia
- Krzyż Kawalerski Orderu Odrodzenia Polski[1]
- Złoty Krzyż Zasługi[1]
- Odznaka „Zasłużony Pracownik Rolnictwa”[1]